# Aidan Connolly
Aidan Charles Patrick Connolly (Dundee, 15 agosto 1995) è un calciatore scozzese, centrocampista dei Raith Rovers.

## Biografia
Suo padre Paddy è stato a sua volta un calciatore professionista (entrambi hanno giocato sia nel Dundee Utd che nel Brechin City, ed Aidan è nato a Dundee proprio durante la militanza del padre nel Dundee United).

## Carriera

### Club
Dopo aver giocato nelle giovanili del Queen's Park esordisce in prima squadra (e contestualmente anche tra i professionisti) nella stagione 2012-2013, all'età di 17 anni, segnando 6 reti in 23 presenze nel campionato di Third Division (quarta divisione scozzese), che il club bianconero chiude al terzo posto in classifica, perdendo poi la semifinale play-off contro il Peterhead (in cui Connolly gioca sia all'andata che al ritorno) con un punteggio aggregato di 4-1. A fine stagione sia lui che il compagno di squadra Andrew Robertson (in seguito diventato giocatore del Liverpool e capitano della nazionale scozzese) vengono ceduti al Dundee United, in prima divisione; nel settembre del 2013 Connolly, non avendo ancora esordito, viene mandato in prestito per un mese in terza divisione al Brechin City, con cui disputa 4 partite in questa categoria. Una volta tornato dal prestito trascorre poi il resto della stagione 2013-2014 ai Tangerines, con i quali esordisce il 21 febbraio 2014 in una partita di campionato vinta per 3-1 in casa contro il Motherwell. Nel corso della stagione (nella quale il club raggiunge anche la finale di Coppa di Scozia, perdendola per 2-0 contro il St. Johnstone) gioca poi solamente una seconda ulteriore partita, ovvero il pareggio per 1-1 del 3 maggio 2014 sul campo dell'Inverness.
Nell'estate del 2014 prolunga di un anno il suo contratto con il club (che sarebbe scaduto al termine della stagione 2014-2015), trovando poi maggiore spazio nella stagione 2014-2015: oltre a segnare una rete in 18 presenze nella prima divisione scozzese gioca infatti 3 partite in Coppa di Scozia e segna una rete nella sua unica presenza stagionale in Coppa di Lega, competizione in cui il Dundee United è finalista perdente (sconfitto per 2-0 dal Celtic). Nella stagione 2015-2016 pur disputando comunque 11 partite (tutte in campionato) trova di fatto meno spazio (10 di queste partite sono infatti da subentrante dalla panchina), ed il 21 gennaio 2016 rescinde consensualmente il suo contratto (che sarebbe comunque scaduto a fine stagione) per firmare il giorno successivo un contratto fino al termine della stagione 2015-2016 con i Raith Rovers, club di seconda divisione, con cui nella seconda metà della stagione 2015-2016 va in rete per 5 volte in 16 partite di campionato giocate (alle quali aggiunge poi anche un'ulteriore presenza nei play-off).
Il 28 giugno 2016 firma poi un contratto con lo York City, club appena retrocesso nella quinta divisione inglese, voluto in squadra da Jackie McNamara, l'allenatore che l'aveva voluto in squadra al Dundee United e che già l'aveva allenato dal 2013 al 2015; nonostante il successivo esonero di McNamara dopo pochi mesi dall'inizio della stagione Connolly rimane comunque in squadra per tutta la stagione e, con 2 reti in 4 presenze, contribuisce alla vittoria del FA Trophy: in particolare, all'86' della finale realizza la rete del definitivo 3-2 che consente ai Minstermen di sconfiggere il Macclesfield Town e di aggiudicarsi il trofeo per la seconda volta nella loro storia (dopo la vittoria ottenuta nella stagione 2011-2012); in aggiunta alle prestazioni in coppa, il centrocampista scozzese gioca anche 20 partite in campionato, nelle quali va anche a segno in 3 diverse occasioni. A fine anno il club tuttavia retrocede in National League North (sesta divisione), categoria in cui comunque Connolly avendo un altro anno di contratto continua a giocare, segnando 6 reti in 30 presenze (a cui aggiunge ulteriori 2 presenze senza reti in FA Trophy, competizione in cui il club non riesce a ripetere l'exploit della stagione precedente). Una volta scaduto il contratto con lo York City rientra poi a giocare in Scozia: il 20 giugno 2018 firma infatti un contratto annuale con il Dunfermline, club con cui nella stagione 2018-2019 realizza una rete in 19 presenze nella seconda divisione scozzese (giocando inoltre anche 5 partite in Coppa di Lega e 3 partite in Scottish Challenge Cup, senza ulteriori reti segnate).
Nell'estate del 2019 Ray McKinnon, suo ex allenatore ai Raith Rovers, gli offre un contratto per giocare nel Falkirk, club in cui nel frattempo era andato ad allenare, militante nella terza divisione scozzese; il campionato 2019-2020, in cui Connelly realizza 4 reti in 25 presenze, viene prematuramente interrotto per via della pandemia di Covid-19; al momento della sospensione, ovvero dopo 28 partite giocate delle 36 originariamente in programma, il Falkirk era secondo in classifica ad un punto di distacco dai Raith Rovers, successivamente incoronati vincitori del torneo dopo la sua mancata ripresa dovuta agli sviluppi della pandemia: il piazzamento, che normalmente sarebbe valso quantomeno la partecipazione ai play-off, si rivelò in realtà inutile ai fini dell'eventuale promozione, dal momento che i play-off stessi vennero eliminati (e con essi la seconda promozione in seconda divisione). Nella stagione 2020-2021 Connolly continua a giocare nel Falkirk, scendendo in campo in 5 partite (in cui segna anche un gol) nella Scottish League One 2020-2021, che dopo varie pause e riprese (sempre dovute alla pandemia) venne accorciata a 22 partite totali (con il club che si classificò quinto, ad un punto di distacco dalla qualificazione ai play-off).
Nell'estate del 2021, rimasto nuovamente svincolato, il centrocampista fa ritorno ai Raith Rovers, ancora militanti in seconda divisione dopo la promozione ottenuta nel 2020, con i quali firma un contratto biennale, che al termine della stagione 2022-2023 viene prolungato per ulteriori due stagioni. Durante questi anni, nei quali peraltro gioca stabilmente da titolare, vince una Scottish Challenge Cup (nella stagione 2021-2022), perde una finale di questa stessa competizione (nella stagione 2022-2023) ed ottiene un secondo posto in classifica nella Scottish Championship 2023-2024, sconfiggendo poi ai calci di rigore il Partick Thistle nei play-off, salvo poi perdere la finale interdivisionale contro il Ross County (classificatosi penultimo in prima divisione), che sconfigge i Rovers con un punteggio aggregato di 6-1; sempre nella stagione 2023-2024 raggiunge inoltre nuovamente la semifinale di Scottish Challenge Cup.

### Nazionale
Nel 2010 ha giocato una partita con la nazionale scozzese Under-16, mentre nel 2013 ha giocato una partita con la nazionale scozzese Under-19.

## Palmarès

### Club

#### Competizioni nazionali
- FA Trophy: 1

York City: 2016-2017
- Scottish Challenge Cup: 1

Raith Rovers: 2021-2022